# 1994年冬季残疾人奥林匹克运动会立陶宛代表团
1994年冬季残疾人奥林匹克运动会立陶宛代表团是立陶宛派出的1994年冬季残疾人奥林匹克运动会代表团。未获得奖牌。